# Idiacanthus antrostomus
Il drago di mare nero, o pesce drago nero, (Idiacanthus antrostomus Gilbert, 1890) è un pesce abissale appartenente alla famiglia Stomiidae e alla sottofamiglia Idiacanthinae.

## Descrizione
Questa specie presenta un dimorfismo sessuale estremamente marcato: le femmine sono lunghe fino a 38 cm, pesano circa 55 g e hanno un corpo allungato nero, serpentiforme, mentre i maschi sono piccoli e larviformi.
Le larve, che misurano al massimo 5 mm, hanno un aspetto molto particolare, con gli occhi posti su lunghi steli cartilaginei di forma tubolare e gli intestini che si estendono oltre la coda.
Hanno mascelle dotate di amplissima apertura e denti estremamente grandi che devono ruotare per permettere alla bocca di chiudersi.
Per attrarre la preda, questo pesce utilizza un fotoforo mobile, situato su un barbiglio protrudibile posto sul davanti della mandibola. Altri organuli di questo tipo sono allineati lungo tutto il ventre.

## Biologia

### Alimentazione
Sebbene viva durante il giorno oltre i 1000 m, sale a profondità medie durante la notte, per cibarsi di molluschi e piccoli pesci.

### Riproduzione
È oviparo e non ci sono cure verso le uova; queste e le larve sono planctoniche. Si riproduce tra giugno e novembre.

## Distribuzione e habitat
È una specie mesopelagica che vive in acque da tropicali a temperate dell'oceano Pacifico orientale.